# 기니 프랑
기니 프랑(프랑스어: franc guinéen, ISO 4217 코드: GNF)은 기니의 통화이다. 1 프랑은 100 상팀(centime)으로 세분되지만, 상팀 단위들은 발행되지 않았다.

## 역사

### 첫 번째 기니 프랑
첫 번째 기니 프랑은 CFA 프랑을 대체하기 위해 1959년에 도입되었다. 1, 5, 10, 25 프랑 동전(알루미늄 청동으로 만들어짐)과 50, 100, 500, 1,000, 5000, 10,000 프랑 지폐가(날짜가 1958년으로 찍혀있음) 함께 있었다. 10,000 프랑 지폐를 제외한 지폐의 두 번째 시리즈가 1960년에 발행되었다.
이 두 번째 시리즈는 같은 초상화를 가지고 있으나 첫 번째와 다른 색채의 배합과 뒷면 디자인을 가지고 있었다. 1962년에 새로 발행한 동전은 백동으로 만들어졌다.
1971년, 기니 프랑은 실리로 대체되었다(기니 1 실리 = 10 프랑).

### 두 번째 기니 프랑
기니 프랑은 실리(syli)와 같은 비율로 기니의 통화로서 1985년에 재도입되었다. 동전은 1, 5, 10 프랑의 종류로 나왔고, 25 프랑(1987년)과 50 프랑(1994년)은 나중에 더해졌다. 지폐는 25, 50, 100, 500, 1,000, 5,000 프랑의 종류로 발행되었다.
25, 50 프랑 지폐가 동전으로 대체되었기 때문에, 1998년에 발행한 2번째의 시리즈에서 25, 50 프랑 지폐가 사라졌다. 2006년, 이전에 발행한 지폐와 유사한 3번째 발행은 500, 1,000, 5,000 프랑의 종류로 도입되었다. 2007년 6월 11일, 10,000 프랑 지폐가 발행되었다..

### 환율
2018년 10월 23일 기준, 1 유로는 10,417.46 기니 프랑과 같다. 즉, 가장 높은 가치의 지폐인 20,000 프랑은 2 유로 미만이다.

## 같이 보기
- CFA 프랑
- 기니 실리